# Flora (metropolitana di Praga)
Flora è una stazione della linea A della metropolitana di Praga.

## Storia
La stazione è stata attivata il 19 dicembre 1980, come parte del prolungamento della linea A tra Náměstí Míru e Želivského.

## Strutture e impianti
La stazione è sotterranea ed è dotata di 2 binari, serviti da una banchina centrale.

## Servizi
- Biglietteria
- Servizi igienici

## Interscambi
- Fermata autobus (linee 136 e 175)[2]
- Fermata tram (linee 10, 11, 13, 15, 16)[2]